# Movelier
Movelier (toponimo francese; in tedesco Moderswiler, desueto) è un comune svizzero di 420 abitanti del Canton Giura, nel distretto di Delémont.

## Monumenti e luoghi d'interesse

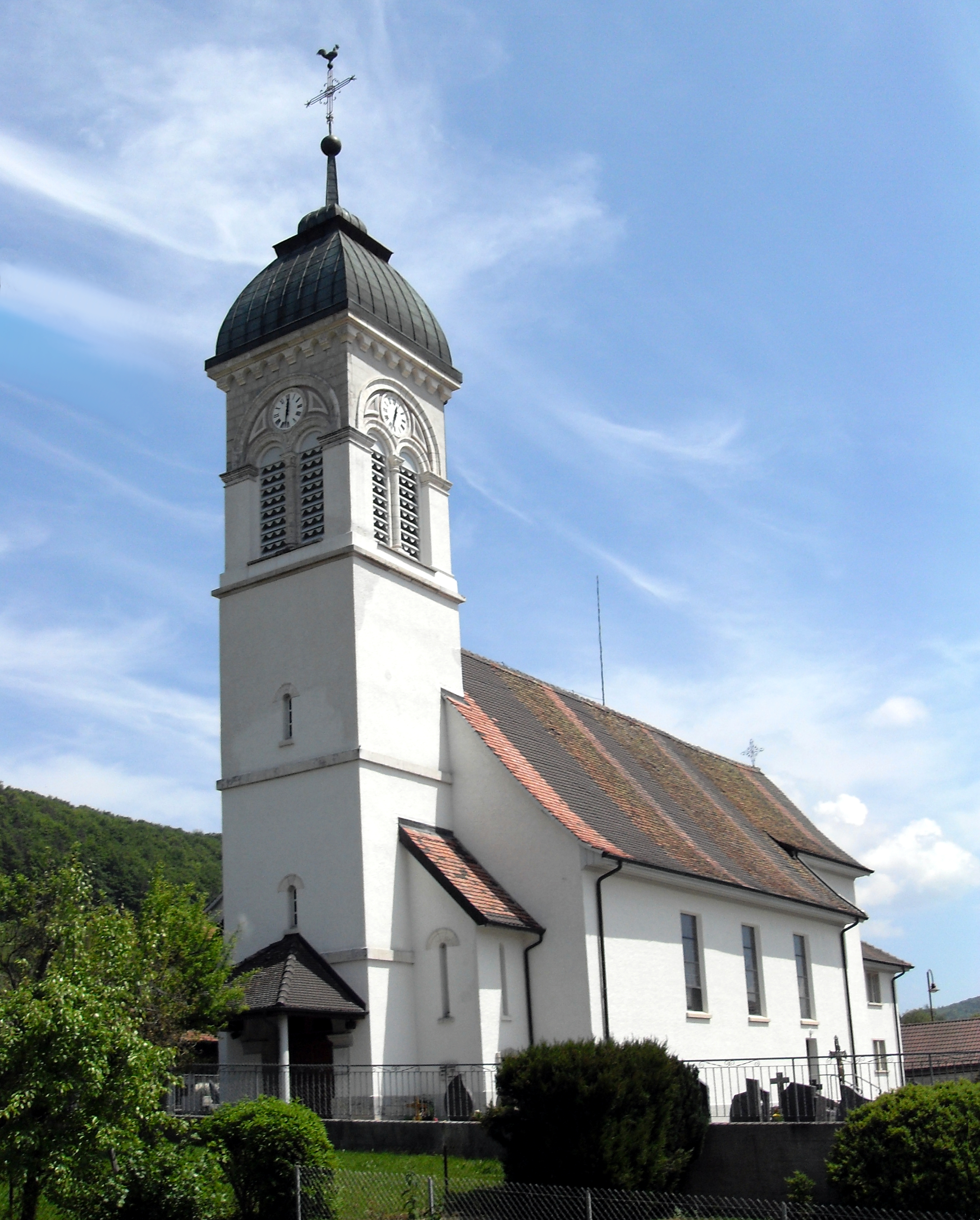
La chiesa di San Germano di Auxerre

- Chiesa cattolica di San Germano di Auxerre, ricostruita nel 1734[1].

## Società

### Evoluzione demografica
L'evoluzione demografica è riportata nella seguente tabella:
Abitanti censiti

## Amministrazione
Dal 1853 comune politico e comune patriziale sono uniti nella forma del commune mixte.